# 东京成德短期大学
东京成德短期大学（日语：／ Tokyō Seitoku Tankidaigakubu *），简称成德短大（せいとくたんだい），是一所位于日本东京都北区的私立短期大学。

## 概要

### 简介
- 源流成立于1926年[1]。短期大学为于1965年开办[1]、由学校法人东京成德学园经营。为男女同校[2]从2004年[1]。「成德」为学园训、毕业者数是26,203个人于2013年3月[1]。

### 历史
- 1965年 东京成德短期大学成立并同时设置一个学科即文科日文专攻、英文专攻[1]。
- 1966年 幼儿教育科成立[1]。
- 1999年 专科幼儿教育专攻成立（招生到于2007年、停办于2009年）[1]。
- 2000年 文科改名为语言文化交流学科[注 1][1]。
  - 日文专攻→日语文化专攻（招生到于2003年）
  - 英文专攻→英语文化专攻（招生到于2003年）
- 2001年 商务心理科成立（招生到于2008年、停办于2010年）[1]。
- 2004年 开始招収男学生于幼儿教育科和商务心理科[1]。
- 2008年 开始招収男学生于语言文化交流学科[注 1][1]。

### 宪章
- 请参看东京成德短期大学的标志（页面存档备份，存于） （日語） 2014年2月6日阅览。

## 学校环境
- 校区：在东京都北区

## 历任校长
- 熊泽龙：第一代短期大学校长[1]
- 木内秀树：现在短期大学校长[3]

## 组织

### 学科
- 幼儿教育科

### 前学科
| - 语言文化交流学科 - 日语文化专攻 - 英语文化专攻 - 商务心理科 |

### 专科
| - 幼儿教育专攻 |

### 业余课程
| - 没有 |

### 附属学校
- 幼儿园
  - 第一幼儿园[4]
  - 第二幼儿园[5]

### 附属机关
| - 图书馆 |

## 知名校友
- 田中好子：女演员
- 大桃美代子：女演员

## 相关链接
- 日本短期大学列表